# Ulica Jedności Narodowej we Wrocławiu
Ulica Jedności Narodowej (do 1945 Matthiasstraße) – jedna z ważniejszych arterii komunikacyjnych Wrocławia, prowadząca z miasta na północ (w kierunku Trzebnicy) i północny wschód (w kierunku Psiego Pola). Przed końcem II wojny światowej patronem ulicy był św. Maciej (Matthiasstraße), a po wojnie w latach 1945–1956 – Józef Stalin (ul. Stalina). Ulica zaczyna się na skrzyżowaniu z wytyczoną w roku 1975 ulicą Drobnera, na północ od wyspy Bielarskiej (pośrodku odcinka łączącego Mosty Młyńskie i Most Uniwersytecki) i kieruje się na północny wschód; po około 1,85 km od punktu początkowego kończy się na Mostach Warszawskich.
W średniowieczu znaczna część tej arterii przebiegała po kamiennej grobli (niem. Steindamm), która stanowiła granicę pomiędzy częścią Ołbina należącą do miasta (na zachód od grobli) od kościelnej (na wschód, gdzie leżały grunty należące najpierw do benedyktynów, a od XII wieku – norbertanów). Traktem tym opiekowali się rzeźnicy (ich tradycyjnym opiekunem jest św. Maciej), bowiem pędzono tędy stada bydła do miejskich jatek. W średniowieczu wzdłuż ulicy budowano na ogół domy ze ścianami szkieletowymi, urządzano tu także ogrody. W 1362 nad przepływającym w okolicy strumieniem (odnogą Odry, dziś zasypaną, przy dzisiejszym skrzyżowaniu ulicy Ołbińskiej i Krętej, nieopodal skrzyżowania z Jedności Narodowej) wybudowano leprozorium dla kobiet, a w 1400 utworzono przy tutejszej kaplicy parafię św. Urszuli. Zburzone one zostały w 1529, a w późniejszych latach odbudowane jako szpital i dom starców dla kobiet i Kościół 11 Tysięcy Dziewic, dzisiejszy Kościół Opieki św. Józefa.
Budowa domów murowanych wzdłuż ulicy rozpoczęła się dopiero po zburzeniu fortyfikacji miejskich w 1810. Do około 1870 zabudowa miejska sięgała okolic obecnego Skweru Pionierów Wrocławskich, pozostały odcinek wybudowano w latach następnych, od około 1881 do 1910. W tym też czasie (1893) powstał przy ulicy Jedności Narodowej, w sąsiedztwie Mostów Warszawskich, browar Karla Scholtza, potem (w 1910) wykupiony przez Schultheiss Brauerei AG z Berlina, a po II wojnie światowej przekształcony w Browar Piastowski, który rozpoczął działalność w roku 1946; w roku 2004 browar ten został zlikwidowany, a jego zabudowania wpisano na listę zabytków przemysłowych. Mają w nich powstać luksusowe mieszkania.
Zabudowa ulicy w czasie oblężenia Festung Breslau stosunkowo niezbyt mocno ucierpiała, dzięki czemu przez pierwsze lata po wojnie pełniła ona rolę nieoficjalnego centrum administracyjno-handlowego miasta.